# Willi Ebbinghaus
Willi Ebbinghaus (* 7. September 1914; † 20. September 2006) war ein deutscher Kaufmann.

## Werdegang
Ebbinghaus wurde im Gebiet des heutigen Wuppertals geboren. Ab Ende der 1920er Jahre arbeitete er als Angestellter von Bekleidungshäusern in Dortmund, Essen, Kiel und München. 1945 ließ er sich in Berlin nieder und gründete mit seiner Frau Helga im Berliner Ortsteil Friedenau an der Ecke Nied-/Lauterstraße das erste Haus für gute Kleidung. In den 1960er Jahren zog es zum heutigen Walther-Schreiber-Platz und war mit elf Filialen der größte inhabergeführte Einzelhandelsfilialist der Stadt. Ebbinghaus führte das Unternehmen mehr als 40 Jahre. 1989 übergab er die Leitung an zwei seiner ehemaligen Lehrlinge.
Im Jahr 1947 initiierte er den Fachverband des Textileinzelhandels, der in seiner Wohnung gegründet wurde. Aus ihm entstand später der Handelsverband Berlin, dessen Vorsitzender Ebbinghaus bis 1958 war. Als jahrzehntelanger Vorsitzender der Großen Tarifkommission des Gesamtverbandes des Einzelhandels Berlin handelte er die Tarifverträge mit aus.

## Ehrungen
- 1978: Verdienstkreuz 1. Klasse der Bundesrepublik Deutschland
- Goldene Ehrennadel des Hauptverbandes des Deutschen Einzelhandels
- Goldene Ehrennadel des Bundesverbandes des deutschen Textil-Einzelhandels